# Esoterische Gemeinschaft Sivas
Die Esoterische Gemeinschaft Sivas ist eine Neue religiöse Bewegung, die im Jahr 1969 von Henk Leene, dem ehemaligen Großmeister des Lectorium Rosicrucianum und Sohn Jan van Rijckenborghs (bürgerlich: Jan Leene), gegründet wurde. Der erste Name der Gruppe lautete „Gemeinschaft R+C, Rosae Crucis“. 1972 wurde der Name in „Esoterische Gemeinschaft Sivas“ geändert.
Den Namen „Sivas“ leitete Henk Leene von der Domaine de Sivas im französischen Departement Hautes-Alpes ab, in der die Gemeinschaft eine Farm erworben hatte. Nach Auffassung Leenes hatten Druiden mit philosophischem Bezug zum Brahmanismus in dieser Gegend gewirkt. Der sprachliche Anklang der Gemeinschaft an die hinduistische Gottheit Shiva trug daher auch programmatischen Charakter.

## Geschichte

### Abspaltung vom Lectorium Rosicrucianum
Henk Leene trennte sich 1969 mit ungefähr 200 Anhängern nach längeren Konflikten von dem von ihm als Großmeister geleiteten Lectorium Rosicrucianum. Inhalt der Konflikte waren sowohl der formale Führungsanspruch als auch tief gehende spirituelle Meinungsverschiedenheiten. So sprach man nun wieder von einem individuellen Selbsteinweihungsweg, während im Lectorium Rosicrucianum davon gesprochen wird, dass der Weg nur in einer Gruppe gegangen werden könne.

### Gründung der Gemeinschaft R + C
Mit seiner Frau Mia gründete Henk Leene zunächst die Gemeinschaft R + C (niederländisch: Gemeenschap Rosae Crucis). Neben dem Hauptquartier in Haarlem entstand ein deutsches Zentrum in Kassel unter dem Namen „Gemeinschaft R+C, Rosae Crucis“. Diese neue Gemeinschaft blieb organisatorisch jedoch nicht langfristig stabil.

### Umbenennung in „Esoterische Gemeinschaft Sivas“
Anfang der 1970er Jahre erwarb die „Gemeinschaft R+C, Rosae Crucis“ in Süd-Frankreich eine Farm in der Domaine de Sivas. Daraufhin wurde der Hauptsitz der Gruppe von Haarlem nach Frankreich verlegt. Fortan nannte man sich „Esoterische Gemeinschaft Sivas“. Die Esoterische Gemeinschaft Sivas möchte sich in ihrer Selbstdarstellung vom Lectorium Rosicrucianum, aus dem sie hervorging, besonders dadurch abheben, dass sie keinen Alleinvertretungsanspruch erhebt.

### Gründung der „Esoterischen Gemeinschaft Siegen“
Ca. 1980 spaltete sich erneut eine Teilgruppe ab, die unter der Bezeichnung „Die Esoterische Gemeinschaft Siegen“ an die Öffentlichkeit trat und ungefähr zehn Jahre lang Jahrestagungen unter der Bezeichnung „Esoterische Bruderschaftstage Siegen“ veranstaltete.

## Distanzierung von anderen Rosenkreuzerbewegungen
Als die Gruppe im Jahre 1972 ihren Rosenkreuzernamen ablegte und sich in „Esoterische Gemeinschaft Sivas“ umbenannte wurde damit einhergehend auch die Literatur von Jan van Rijckenborgh, Catharose de Petri und des Rosenkreuzers Max Heindels aus den Bibliotheken der Gemeinschaft entfernt. Der sächsische Sektenbeauftragte Harald Lamprecht und EZW-Mitarbeiterin Schilling veröffentlichten ein diesbezügliches Zitat aus der von der „Esoterischen Gemeinschaft Sivas“ herausgegebenen Zeitschrift „Prometheus“ (Ausgabe 10/1992) in der es zur Begründung für die vorgenommene Distanzierung von den Neu-Rosenkreuzergruppen, insbesondere vom Lectorium Rosicrucianum, nach dem Ablegen des Rosenkreuzernamens „R+C Rosae Crucis“ hieß:

„Aufgrund verschiedener Erfahrungen während des ersten Jahres des Bestehens unserer Gemeinschaft haben wir entdeckt, dass die Bezeichnung ‚Rosenkreuzer‘ oder ‚Rosae Crucis‘ bei vielen Menschen Widerwillen, Abneigung oder Unverständnis aufruft, weil heute viele Rosenkreuzerbewegungen ihre fragwürdigen Methoden, Lehren und Verhaltensweisen unter dieser Fahne verbergen.“

Sukzessive wurden aus der Literatur der Gemeinschaft alle Begriffe, die zu sehr an die Neurosenkreuzer-Bewegung des Lectorium Rosicrucianum erinnerten, gegen neutrale Bezeichnungen ausgetauscht. So empfand der Gründer Henk Leene zum Beispiel den vom Lectorium Rosicrucianum verwendeten internen Begriff „Schüler“ als zu abgrenzend, da er sich nur auf die eingebundenen Mitglieder der Gruppe bezog und tauschte ihn gegen den Begriff „Pilger“ aus, um mit diesem Wort auch Sucher außerhalb der Gemeinschaft über die Literatur besser ansprechen und einbeziehen zu können. Hannelore Schilling von der EZW merkt an, dass die „Esoterische Gemeinschaft Sivas“ zu den Orden gehört, die programmatisch davon ausgehen, dass im Menschen göttliche Kräfte und Vermögen latent vorhanden sind, die es durch einen transfiguristischen Selbsterkenntnisprozess zu erwecken gilt. Dieses Gedankengut sei jedoch weder typisch rosenkreuzerisch im Sinne der historischen Rosenkreuzerbewegung, noch sei diese Doktrin im eigentlichen Sinne alchimistisch, da es sich dabei um uraltes Gedankengut handele, welches ohnehin allgemein verbreitet sei, da diese Lehrinhalte als Bestandteil aller esoterischen Systeme überliefert wurden.

## Philosophie

### Tradition
Die Lehre der Gemeinschaft stützt sich auf die Traditionen und Symbole der Rosenkreuzer und insbesondere der Katharer, denen sich Henk Leene besonders verbunden fühlte. Weitere Grundlagen waren die Schriften von Max Heindel und die Darlegungen von Henk Leene und seiner Ehefrau Mia Leene selbst.

### Reformen
Die maßgeblich von seinem Vater Jan Leene unter dem Pseudonym Jan van Rijckenborgh zusammengestellten Lehren des Lectorium Rosicrucianum wurden von Henk Leene grundlegend reformiert. Insbesondere der im Lectorium Rosicrucianum vertretene, radikale Alleinvertretungs- und Absolutheitsanspruch, während des Herabkommens derzeit besonders befreiend wirkender atmosphärischer Bedingungen, die einzig rechtmäßige Rosenkreuzer-Vereinigung und die einzig wahre universelle Erlösungskirche der Gegenwart zu sein, wurde abgelegt und verworfen. In der Folge änderte Henk Leene die Terminologie seiner Gemeinschaft grundlegend, indem er zunächst das gesamte Vokabular wieder auf die alten Bezeichnungen Max Heindels umstellte. Als Nächstes wurden die verschiedenen Verbote und Lebensregeln des Lectorium Rosicrucianum abgeschafft. Die straffe Organisation und eine starke Bindung des Einzelnen an eine Gruppe wurden abgelehnt. So scheint sich Jan van Rijckenborgh in seinen letzten Lebensjahren in einem desolaten Zustand befunden zu haben, wie aus einem Zitat bei Horst E. Miers aus einem Brief des ehemaligen Großmeisters des Lectorium Henk Leene ersichtlich wird: « Den Schülern [des Lectorium Rosicrucianum], wurden so viele schöne Bilder vorgegaukelt, die alle auf einer Fata Morgana und auf Lügen beruhten, und es ist in einem Brief nicht möglich, Ihnen alle Tatsachen vorzulegen. » Der gesamte Brief Henk Leenes wurde vom Leiter des Kasseler Zentrums des Lectorium, Heinz Borkowski, der sich der Gruppe Henk Leenes anschloss, übersetzt, und ist auf Seite 37–38 auf einer Website mit PDF-Dossier einsehbar. Dieses Dossier wurde von ehemaligen Mitgliedern des Lectorium Rosicrucianum erstellt und enthält viele (subjektive) persönliche Erfahrungsberichte ehemaliger Mitglieder und Originaldokumente die die Hintergründe der Abspaltung der "Gemeinschaft R+C, Rosae Crucis" (der späteren „Esoterischen Gemeinschaft Sivas“) darlegen.

### Ziele
Die Bildung einer "freien Gemeinschaft" war zentrale organisatorische Idee. In den 1970er Jahren wurde eine Zeitschrift mit dem Titel "Prometheus" herausgegeben, die ein wichtiges Bindeglied unter den Mitgliedern war und der Verbreitung und Vertiefung der Lehre diente. Eine zentrale Vorstellung für das Ziel der spirituellen Entwicklung der Mitglieder und der Gemeinschaft wird in der Schrift "Gemeinschaft R+C auf Seite 23 ausgedrückt: Nur “innere Entwicklungsstadien”, auf eigenen Entschluss in Gang gesetzt, führen vom Gesellen zum Meister-Bauer, der “spirituell und materiell in und an der Gemeinschaft” arbeitet, und schließlich vom Meister-Bauer zum Ritter Roseae Crucis. Wenn die Gemeinschaft “drei solcher Gralsritter, solcher Vollkommener zählen kann, dann ist wirklich geschehen, was die Alten erhofften und wonach wir alle sehnsüchtig Ausschau halten: Die Gemeinschaft Roseae Crucis ist in die universelle Kette der Großen Bruderschaften aufgenommen, weil Einzelne imstande waren, die weiße Rose der Reinheit mit ihrem Herzblut zu färben”. (zit. nach)

### Wassermannzeitalter und esoterisches Christentum
Die Entwicklung und Verwirklichung eines in der neuen Ära des Aquarius entstehenden esoterischen Christentums bringe “das Erwachen aus der Versteinerung mit sich; der Petrus wird von Johannes, dem Repräsentanten der inneren abstrakten Spiritualität, abgelöst”. Das Kennzeichen des Johannesmenschen sei ein “inneres Christentum”, ohne äußere Organisation und frei von Dogmen. Christus und Buddha “waren die Vorläufer dieser Aquariuszeit, die keinen Botschafter mehr kennen wird, sondern nur noch Gruppen, die die Botschaft dieser Lebensspender verstanden haben”. zit. nach

### Entwicklungsstadien der Mitglieder
Der Beitritt als „Mitglied“ war ohne Verpflichtung für jeden Interessierten möglich. Henk Leene lehrte erneut die von der Rosicrucian Fellowship vertretene Astrosophie, wie einst sein Vater vor der Abspaltung aus der Rosenkreuzer-Gemeinschaft Max Heindels. Die drei „inneren Entwicklungsstadien“ der Gemeinschaft waren: 1. Der „Geselle“, der in sich selbst nach der Reinheit der Katharer strebt, 2. der „Meisterbauer“ der das Prinzip der Wahrheit verwirklicht und dadurch zum Rosenkreuzer wird und 3. der „Ritter Rosae Crucis“, der mit allumfassender Liebe die ganze Arbeit stützt und so den Gral erreicht. In der Gemeinschaft Sivas sind diese Stadien keine rituellen Einweihungen, sondern Ergebnis selbständiger innerer Wirksamkeit.